# Trafalgar (Indiana)
Pour les articles homonymes, voir Trafalgar.
Trafalgar est une municipalité située dans le comté de Johnson, dans l’État de l'Indiana, aux États-Unis. Lors du recensement de 2020, elle comptait 1 422 habitants.